# Liptovská Mara
Liptovská Mara je največje umetno akumulacijsko jezero na Slovaškem.
Jezero je dobilo ime po potopljeni vasi Liptovská Mara in je s površino 2.200 ha največje slovaško umetno jezero.
Leži pod Visokimi Tatrami ob cesti med krajema Ružomberok in Liptovský Mikuláš. Nastalo je z zajezitvijo reke Váh in služi kot zadrževalnik vode pred poplavami in akumulacija za 16 hidroelektrarn s skupno instalirano močjo 203 MW. Obala jezera je v poletnih mesecih priljubljen turistični kraj primeren za veslanje, jadranje, plavanje, deskanje in ribolov. Na severni strani jezera pri naselju Liptovský Trnovec leži na travnati plaži velik avtokamp.
Gradnja je potekala med leti 1965 in 1975. Zaradi gradnje je bilo potopljenih sedem vasi. Prostornina jezera je 360 milijonov m³. Njegova največja globina je 43,5 m, ko vodna gladina doseže nadmorsko višino 566 m. Konstrukcijska višina pregrade je 52 m, pri tej višini pa bi bila površina jezera 27 km².